# Jens Kristian Jensen
Jens Kristian Jensen (Pedersborg, 22 marzo 1885 – Vordingborg, 27 marzo 1956) è stato un ginnasta danese.

## Palmarès

### Olimpiadi
- 1 medaglia:
  - 1 argento (Stoccolma 1912 nel concorso svedese a squadre)